# Rougiers
Rougiers é uma comuna francesa na região administrativa de Provença-Alpes-Costa Azul, no departamento de Var. Estende-se por uma área de 20,53 km². Em 2010 a comuna tinha 1 689 habitantes (densidade: 82,3 hab./km²).